# Pierre Jean Lacroix
Pour les articles homonymes, voir Lacroix.
Pierre Jean Lacroix, né le 10 juillet 1771 à Paris, mort le 21 février 1838 à Batignolles, est un général français de la Révolution et de l’Empire.

## États de service
Il entre en service le 11 novembre 1787, au régiment de La Couronne, avant de rejoindre le 1er juin 1788, le régiment Colonel-Général dragons, puis la Garde nationale parisienne soldée le 24 octobre 1789, en tant que fourrier. Il devient sergent le 4 mars 1790, et il quitte le corps le 12 juillet 1792.
Le 1er juin 1793, il obtient une sous-lieutenance au 8e régiment de hussards et devient aide de camp du général Danican le 6 octobre 1793, à l’armée du Rhin. Il est nommé adjudant-général chef de bataillon le 21 novembre 1793, et adjudant-général chef de brigade le 15 février 1794.
Il passe le 4 février 1796, à l’armée de Sambre-et-Meuse, et le 5 août, il reçoit du général Kléber, le commandement de trois bataillons d’infanterie et du 11e régiment de dragons, pour protéger Bamberg qui a été pris la veille au autrichiens. 
Réformé le 13 février 1797, il est remis en activité le 28 octobre 1798, et il est envoyé à l’armée de Mayence, dans la division du général Colaud. Il rejoint ensuite l’armée du Rhin, où en décembre 1799, il commande l’arrière garde, ainsi que les places de Mannheim et de Nekrau. En mars 1800, il occupe les fonctions de chef d’état-major du corps du centre, et il est chargé de lever une contribution de 800 000 francs sur la ville de Francfort, où, par son énergie, il réussit à contraindre les magistrats de la ville à lui remettre cette contribution en six heures. Apprenant la nouvelle de la victoire de Marengo, le général Moreau l’envoie à Offenbach, négocié un armistice avec le général autrichien Szenskresty, et déterminé la ligne de démarcation entre les deux armées, conventions qui seront signées le 9 juillet 1800.
Durant la campagne d’hivers de l’an IX, le général Moreau le nomme général de brigade, sur le champ de la Bataille de Hohenlinden (3 décembre 1800), mais cette nomination n’est pas approuvée par les consuls. Il rentre dans ses foyers en janvier 1801, et en septembre il est attaché à l’état-major du ministre de la guerre Berthier.
Le 23 septembre 1801, il est envoyé, en tant qu’adjudant-commandant en Helvétie, puis en 1802, il est employé successivement dans les 24e, 14e et 6e divisions militaires. Le 8 octobre 1803, il est au camp de Montreuil, où il reçoit la croix de chevalier de la Légion d’honneur, puis celle d’officier de la Légion d'Honneur le 14 juin 1804.
En 1805, il participe à la campagne d’Autriche, comme chef d’état-major de la 2e division de dragons, et il est blessé le 15 octobre 1805, à la bataille d’Ulm. Le 23 juillet 1806, pendant la campagne de Prusse, il entre à l’état-major du 4e corps de la Grande Armée, puis après la bataille d'Iéna, il remplit les fonctions de chef d’état-major de la 3e division de cuirassiers du général Espagne.
En 1807, il fait la campagne de Pologne, et il est blessé le 14 juin 1807, à la bataille de Friedland. Il est créé baron de l’Empire le 10 septembre 1808, et en 1809, il combat pendant la campagne d’Allemagne, au sein du 2e corps d’armée.
Le 15 juillet 181], il prend part à la campagne de Russie avec la 3e division de cavalerie légère du 3e corps de cavalerie de réserve, et il est fait prisonnier le 2 décembre 1812, lors de la retraite. Le 26 décembre il est conduit à Pultawa, et à la nouvelle de la paix, il est autorisé à se rendre à Varsovie. De retour en France le 28 juillet 1814, il est mis en non activité par le gouvernement royal.
Pendant les Cent-Jours, il est rappelé à l’activité par Napoléon, et il est promu général de brigade le 10 juin 1815, puis placé à la tête des Gardes nationales mobiles de Nantes le 30 juin suivant.
Au retour des Bourbons, sa promotion au grade de général de brigade est annulée, conformément à l’ordonnance du 1er août 1815. Renvoyé dans ses foyers, il obtient sa retraite de colonel le 20 mai 1818. Cependant le roi Louis XVIII, le nomme maréchal de camp honoraire le 22 juillet 1818, et il le fait chevalier de Saint-Louis le 19 août suivant.
Titularisé dans son grade de maréchal de camp le 19 novembre 1831, il est maintenu dans sa position de retraite avec une pension correspondant à son nouveau grade.
Il meurt le 21 février 1838, à Batignolles près de Paris.

## Dotation
- Le 17 mars 1808, donataire d’une rente de 4 000 francs sur les biens réservés en Westphalie.

## Armoiries
| Figure | Nom du baron et blasonnement |
| ------ | --- |
|        | Armes du baron Pierre Jean Lacroix et de l'Empire, décret du 19 mars 1808, lettres patentes du 10 septembre 1808, officier de la Légion d'honneur Écartelé; au premier et quatrième, d'azur plein, au deuxième des barons militaires, au troisième de gueules à la cuirasse d'argent, frangée d'or, et sur le tout, d'or à trois chevrons superposés de gueules - Livrées : les couleurs de l'écu. |

## Sources
- (en) « Generals Who Served in the French Army during the Period 1789 - 1814: Eberle to Exelmans »
- Thierry Pouliquen, « Les généraux français et étrangers ayant servis [sic] dans la Grande Armée » (consulté le 5 août 2015)
- « La noblesse d’Empire » (consulté le 5 août 2015)
- « Cote LH/1429/67 », base Léonore, ministère français de la Culture
- A. Lievyns, Jean Maurice Verdot, Pierre Bégat, Fastes de la Légion-d'honneur, biographie de tous les décorés accompagnée de l'histoire législative et réglementaire de l'ordre, Tome 5, Bureau de l’administration, 1847, 575 p. (lire en ligne), p. 484.
- (pl) « Napoléon.org.pl »
- Vicomte Révérend, Armorial du premier empire, tome 3, Honoré Champion, libraire, Paris, 1897, p. 16.